# 한국독립영화협회
한국독립영화협회는 독립영화에 대한 연구․제작 및 배급지원 등을 통한 독립영화의 진흥발전과 회원 상호간의 친목도모를 목적으로 1998년 9월 18일에 창립되었다. 1999년 7월 23일, 대한민국 문화체육관광부 소관의 사단법인으로 등록하였다. 사무실은 서울특별시 마포구 만리재옛길 65-6, 2층에 있다.

## 목적 사업
- 독립영화인의 정보 교환과 의사 전달 역할
- 독립영화 정책 개발과 연구 결과의 발간 및 출판
- 독립영화 배급, 유통에 관한 구조개선 사업
- 독립영화의 자료수집과 영화도서관 설립
- 독립영화 제작 지원 사업
- 독립영화인과 일반관객을 위한 영상교육사업
- 표현의 자유 신장을 위한 사업

## 주요 사업
- 올해의 독립영화상 (올해의 독립영화, 올해의 독립영화인] 시상 (1998.12.~)
- 독립영화 정기상영회 독립영화, 관객을 만나다 개최 (1999.1.~2005.2. 총 52회 개최)
- 한국독립영화협회 웹사이트 운영 (1999.4.~)
- 독립영화 비평지 "독립영화" 발행 (1999.5.~ )
- 정동진독립영화제 개최 (1999~2000) 및 후원 (2001~)
- 서울독립영화제(한국독립단편영화제) 개최 (1999.12.~)
- 한국독립영화회고전 "매혹의 기억, 독립영화" 비디오 및 책 출판 (2001.3.)
- CJ-CGV Independnt Promotion (CJ-CGV 영화기금) 운영 (2001~2007)
- 영상미디어센터 미디액트 설립 및 운영 (2001.5.~)
- 독립다큐멘터리영화제 인디다큐페스티발 개최 (2001.10.~)
- 충무로영상센터 활력연구소 기획 및 운영 (2002)
- 독립영화 데이터베이스 및 독립영화 웹스토어 인디디비넷 운영 (2002.7.~2007. 웹스토어는 현재까지 운영)
- 온라인 '독립영화, 관객을 만나다' (2005.12.~2007)
- 대안문화공간 독립영화정기상영회 (2005.8.~2008)
- 한국독립영화협회-미디액트 독립영화 DVD 제작지원 사업 (2005~2007)
- 배급위원회 설립 및 운영 (2005.8~2007.2.)
- 독립영화 DVD 5종 출시 (2006.4.)
- 한미FTA저지 독립영화실천단 운영 (2006~2007)
- 독립영화 공공배급망 구축 & 네트워크 사업 (2006~2009)
- 독립영화 공공라이브러리 구축 및 운영 (2006~2009)
- 독립영화 배급지원센터 운영 (2007.3.~2011.2.)
- 독립영화 쇼케이스 개최 (2007.5.~)
- 독립영화전용관 인디스페이스 운영(2007.10.~2009.12.31.)

## 같이 보기
- 독립 영화
- 올해의 독립영화상
- 독립영화전용관 인디스페이스
- 서울독립영화제
- 인디다큐페스티발
- 독립영화 배급지원센터